# 説得 (小説)

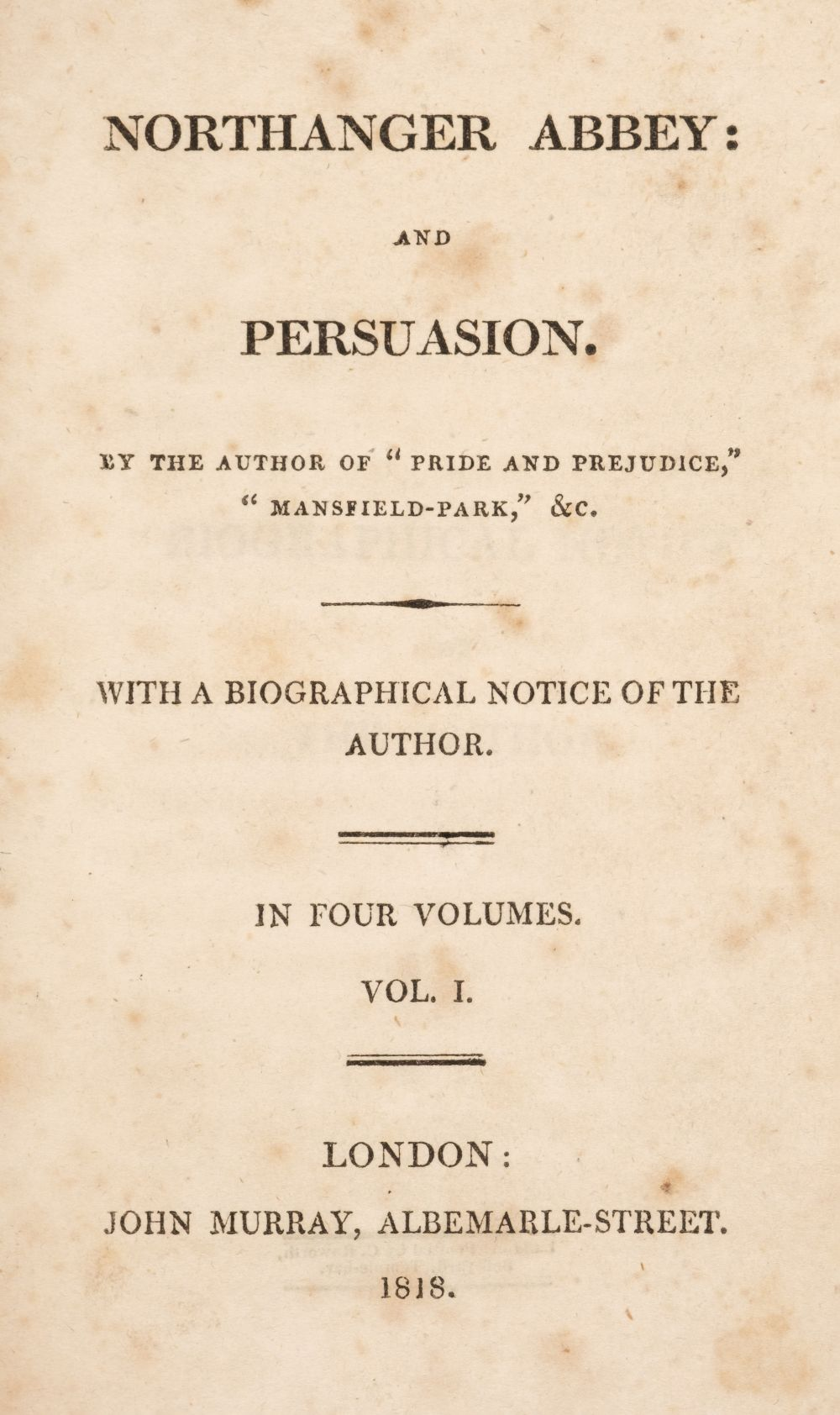

『説得』（せっとく、英: Persuasion）は、ジェイン・オースティンによる長編小説。『説きふせられて』の訳題でも刊行。
周りに説得されて婚約を解消した恋人2人が、よりを戻すまでを描いたもの。オースティン最後の小説作品で、1816年7月18日に完成し、没後の1818年に『ノーサンガー・アビー』と共に合本で刊行された。他の作品に比べ穏やかな展開で、主人公も派手さこそないが、物語の舞台が移り変わる中で登場人物のしみじみとした情緒が感じられる秀作である。

## あらすじ
ケリンチ邸の当主ウォールター・エリオットの次女アンには、貧しいが大志を抱いている海軍士官ウェントワースという恋人がいた。互いに愛し合っていた2人であったが、アンは周囲の説得によりウェントワースと別れてしまう。
8年の歳月が流れ、経済状況に悩んでいたエリオット家は、ケリンチ邸を貸すことにした。だがその借主であるクロフト提督の、妻の弟はウェントワースであった。ウェントワースはいまや出世して経済的にも恵まれている。2人は意識しつつも心が通わないでいたが、ウェントワースはアンに手紙を渡し、愛の告白をする。

## 登場人物

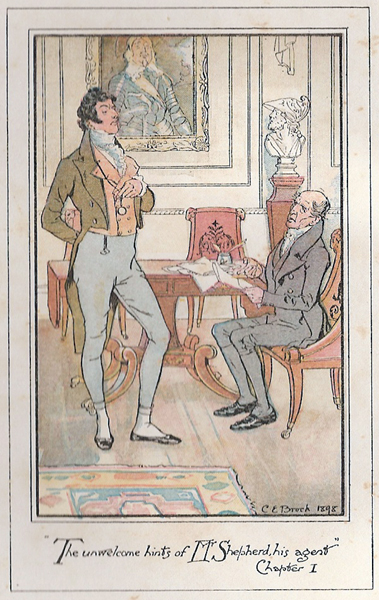
挿絵

アン・エリオット
准男爵の次女、27歳。品性と教養のある婦人。8年前にウェントワースと大恋愛をしたが、周囲の反対に負けて求婚を受け入れなかった。そのことをいまだに引きずっており、誰の求愛も断っている。かつては美人であったが、今では衰えをみせている。
フレデリック・ウェントワース大佐
かつて青年将校であった時代にアンと出会い、恋に落ちた。しかしアンが周囲の反対に負けたため、そのような弱い心を持つアンを憎み去っていった。その後、フリゲート艦の艦長となってナポレオン戦争で大戦果を挙げ、一財産を築いた。いまだにアンを許していない。
サー・ウォルター・エリオット准男爵
3姉妹の父親。誇りだけは高いが、そのために出費を抑えられず、ついに屋敷を人に貸す羽目になった。保養地のバースへ移りそこで住む。長女のエリザベスだけを寵愛している。
エリザベス・エリオット
准男爵の長女、29歳。美人でいまだに容色は衰えていないが、良縁に恵まれてない。准男爵位を継ぐ予定の遠縁のウィリアムとの結婚を密かに願っているが、ていよく断られていた。エリオット家の出自を誇りにしている。
メアリー・マスグロウブ夫人
准男爵の三女。2人の子供の母親。夫の実家に不満を持ちながら親しく付き合っている。アンを頼りにしている。
チャールズ・マスグロウブ
エリオット家に次ぐ資産家のマスグロウブ家の長男。アンに求愛していたが脈が無いことを悟り、メアリーと結婚した。アンを親戚として信頼している。
ラッセル夫人
未亡人で、かつてアンたちの母親である亡くなったエリオット夫人と非常に親しかった。そのため、エリオット家の近くに住み、子供がいないこともあり、特にアンを溺愛している。ウェントワース大佐のアンへの求愛を、アンが奪われるかのように思ってしまい、反対していたが、今となってはアンがいまだに独身であることに気をかけている。
シェパード氏
エリオット准男爵がラッセル夫人と共に親しく交際している1人。准男爵の屋敷であるケリンチ邸を貸し出す手助けをする。
クロフト提督
ウェントワース大佐の義兄。功成り名を遂げたので、出身地に近いよい物件を探していた。ケリンチ邸に住めることを喜ぶ。
提督夫人
ウェントワースの姉で気の良い夫人。
ミセズ・クレイ
エリザベス・エリオットのお気に入りの若い女性。密かにエリオット准男爵の後妻の座を狙っている節がある。
ウィリアム・ウォルター・エリオット
エリオット家の親戚。男子がいないエリオット准男爵の相続人の予定。アンに求愛する。

## 日本語訳
- 富田彬訳 『説きふせられて』 岩波文庫、1948年、復刊1989年、改版1998年 - 旧版の表記はヂェイン・オーステン
- 阿部知二訳 『説きふせられて』「世界文学全集 第9巻」河出書房新社、1968年 - 他は阿部訳『高慢と偏見』
『説きふせられて』 グーテンベルク21(電子書籍版)、2016年
- 近藤いね子訳 『説得』「世界文学全集 第11巻」講談社、1969年
他に『高慢と偏見』伊吹知勢訳。復刻版「オースティン著作集2」文泉堂出版、1996年
- 大島一彦訳『説得』 キネマ旬報社、2001年／中公文庫、2008年
- 中野康司訳『説得』 ちくま文庫、2008年
- パーカー敬子訳 『説得』 近代文藝社、2014年
- 藤田永祐訳 『説得されて』 春風社、2019年 - 底本はケンブリッジ大学出版局の注解版
- 廣野由美子訳『説得』 光文社古典新訳文庫、2024年 - 電子書籍も刊

## 漫画化作品
- 英洋子『説きふせられて』（宙出版 ハーモニィコミックス、2017年）

## 映像化
- "Persuasion", 1960年のBBCミニシリーズ
- "Persuasion", 1971年のITVミニシリーズ
- 『待ち焦がれて』"Persuasion"、BBC Twoで放送されたテレビ映画
- 『説きふせられて（英語版）』、2007年のITVテレビ映画
- "Rational Creature"
- 2021年、Netflixによる映画化予定が発表された[1]。